# Tehvandi spordikeskus

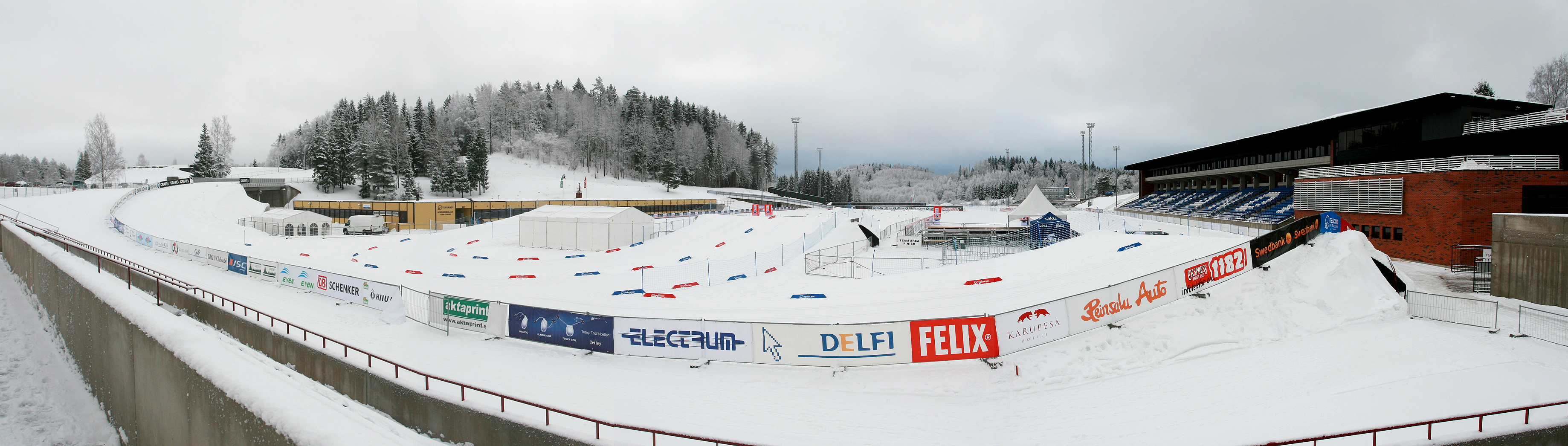
Skistadion (2011)

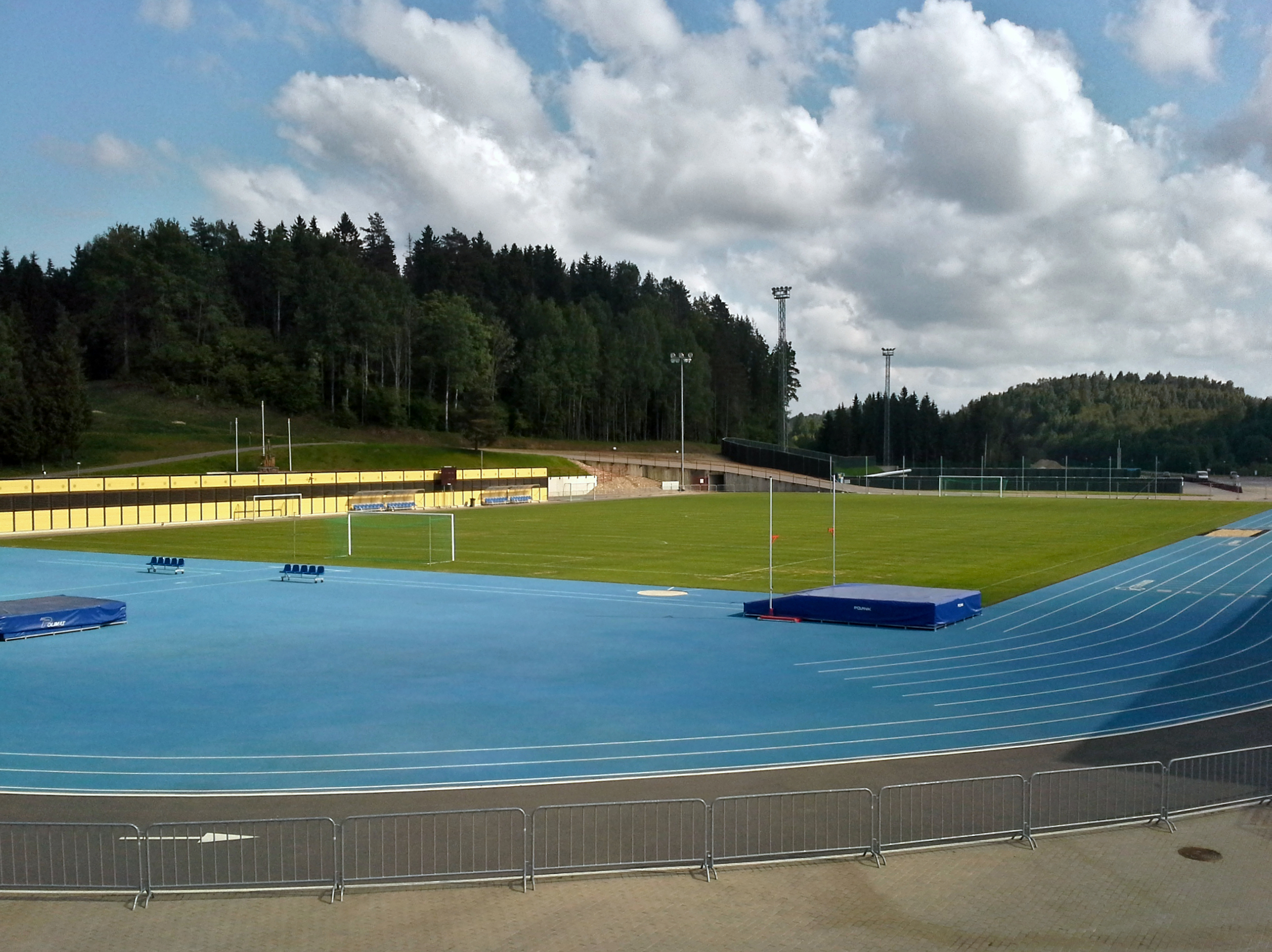
Fußball- und Leichtathletikstadion (2013)

Das Sportzentrum Tehvandi (estnisch Tehvandi spordikeskus) ist ein Sportzentrum für Sommer- und Wintersport in der Landgemeinde Otepää, am südöstlichen Rand des namensgebenden Hauptortes, im Südosten von Estland.

## Geschichte und Nutzung
Der Komplex wurde am 3. November 1978 als sowjetische Trainingsanlage zur Vorbereitung auf Olympische Winterspiele eröffnet. Ab 1993 war Tehvandi offizielles Olympiazentrum des estnischen Staates, der es seit 2005 gemeinsam mit der Stadt Otepää und dem estnischen Skiverband betreibt. Die Anlagen werden im Skisport auch verbreitet von Athleten aus benachbarten Staaten genutzt, im Sommer hingegen sind es überwiegend estnische Athleten aus den Sportarten Leichtathletik, Fußball, Orientierungslauf, Radfahren, Biathlon und Triathlon.

## Ausstattung
Das Sportzentrum Tehvandi umfasst unter anderem ein Stadion für Fußball und Leichtathletik, Anlagen für Biathlon und Skilanglauf sowie eine Skisprungschanze der Kategorie HS 100.

## Sportveranstaltungen
In Tehvandi finden regelmäßig internationale Sportwettbewerbe statt, etwa Wettkämpfe im Rahmen des Weltcups im Skilanglauf, Ski-Orientierungslauf, Orientierungslauf, der Nordischen Kombination sowie im Biathlon im Rahmen des IBU-Cups. In der Saison 2021/22 wurde erstmals auch ein Biathlon-Weltcup in Tehvandi ausgetragen. Im Sommer 2022 vergab die Internationale Biathlon-Union die Biathlon-Weltmeisterschaften 2027 an Otepää.
Bisher wurden u. a. folgende Wettkämpfe in Tehvandi ausgetragen:
- Biathlon-EM: 2010, 2015
- Biathlon-Junioren-WM: 2018
- Sommerbiathlon-WM: 2007, 2016, 2024
- Junioren-Sommerbiathlon-WM: 2007
- Orientierungslauf-EM: 2006
- Militär-WM im Triathlon: 2002
- Nordische Junioren-Ski-WM: 2011